# Непосредственный впрыск топлива
Непосредственный впрыск топлива — система питания поршневых двигателей внутреннего сгорания, предполагающая подачу топлива через форсунки впрыска непосредственно в цилиндры двигателя. В бензиновых двигателях применяется наравне с системами питания посредством впрыска бензина во впускной коллектор и системами питания посредством карбюраторов. В современных дизельных двигателях является системой питания по умолчанию, независимо от того, как организована подача топлива (через общий ТНВД и механические форсунки, через индивидуальные насос-форсунки с электроприводом или через систему Common Rail), но также существуют и относительно редкие (на 2023 год) дизельные двигатели с разделённой камерой сгорания (так называемые вихрекамерные и предкамерные дизели), формально не являющиеся двигателями с прямым впрыском топлива.

## Конструктивная специфика
Непосредственный впрыск топлива требует создания высокого давления в своей гидравлической системе подачи топлива к форсункам, всегда превышающего давление в цилиндрах двигателя в любой момент времени. Ввиду этого обязательным и неотъемлемым конструктивным элементом всей системы здесь всегда будет топливный насос высокого давления (ТНВД). Работа любого непосредственного впрыска всегда разделена на фазы, по времени точно скоординированные с фазами работы самого двигателя (непосредственный впрыск не может лить топливо постоянно, как это делается в карбюраторах или в некоторых системах впрыска бензина в коллектор).  